# Брэддон (Канберра)

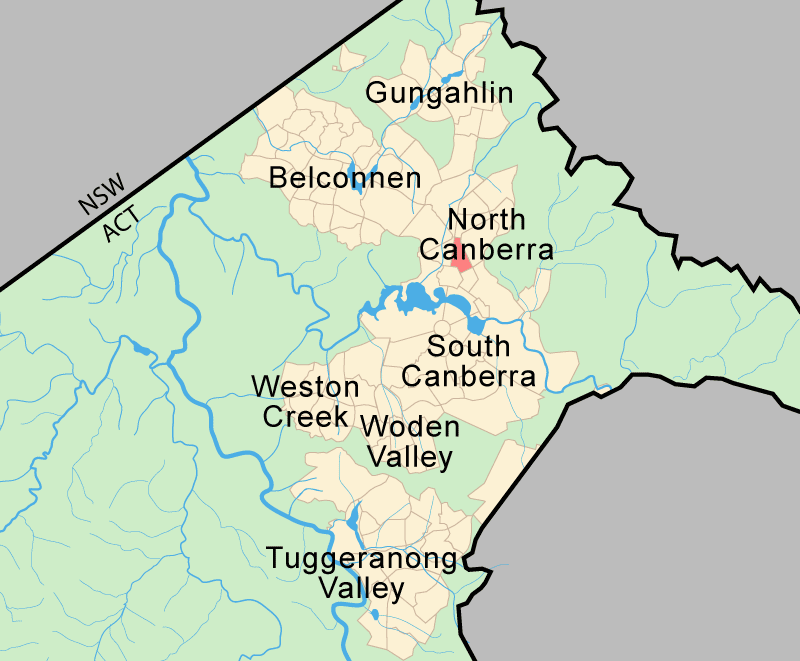
Расположение района Брэддон

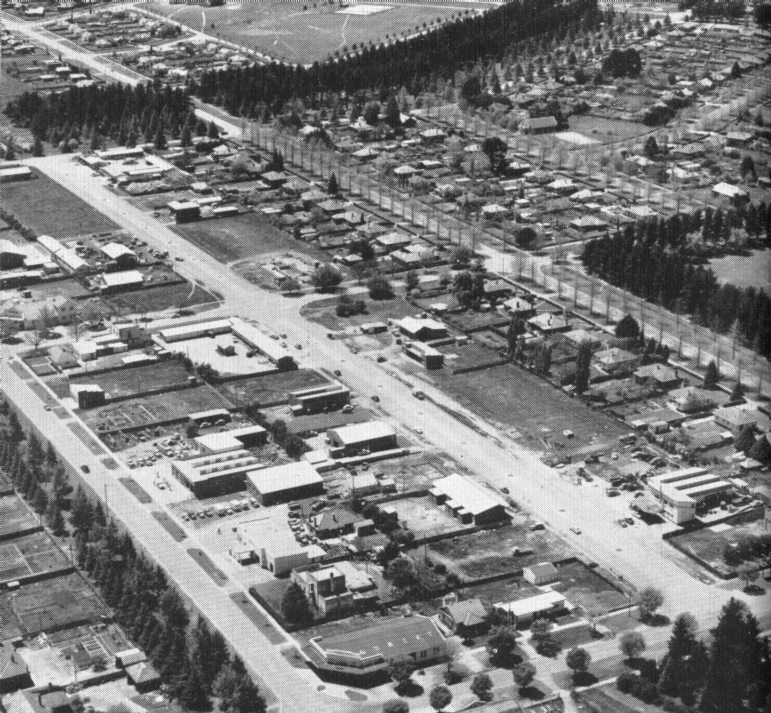
Район Брэддон с высоты птичьего полёта

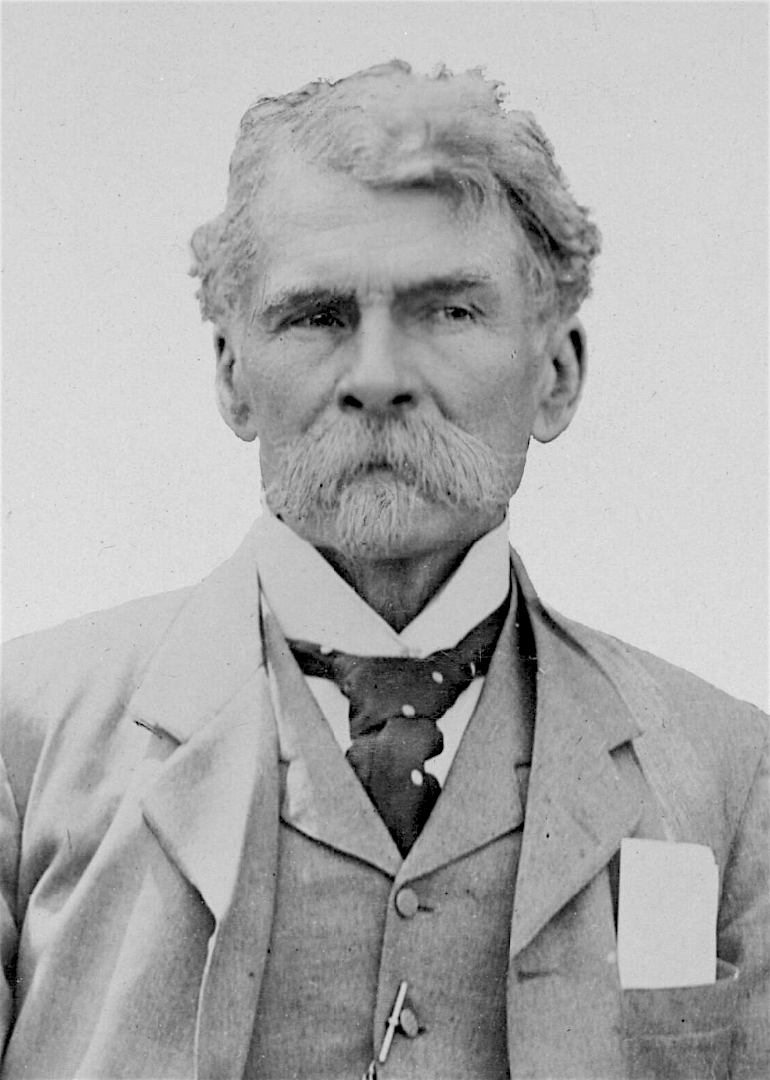
Эдвард Миллер Брэддон

Брэддон (англ. Braddon) — район в округе Северная Канберра города Канберра, столицы Австралии. Основан в 1928 году. Почтовый код 2612. Население Брэддона по данным переписи 14 мая 2025 года составляет 6238 человек. В районе насчитывается 2022 частных домовладения.

## Этимология названия
Район назван в честь сэра Эдварда Брэддона — федералиста, законодателя и одного из авторов австралийской конституции. Улицы Брэддона названы в честь австралийских законодателей и первопроходцев, некоторые из них носят аборигенные названия.[стиль]

## История

##### Основание и ранняя история
Район получил свое название в честь одного из основателей австралийского парламента — Эдварда Миллера Брэддона. Название было утверждено официальным актом в феврале 1928 года, однако первые жилые постройки появились лишь спустя годы после утверждения плана развития столичного региона. Первоначально территория была частью сельскохозяйственной зоны, где располагались фермы и пастбища.

##### Развитие инфраструктуры
В 1960-х годах район начал активно развиваться благодаря росту населения Канберры. В этот период были построены новые жилые дома, школы, магазины и общественные учреждения. Одним из значимых объектов стало открытие Центра искусств Белаинн (Belconnen Arts Centre), который стал культурным центром района.

##### Современность
Сегодня Брэддон является важным деловым и коммерческим районом Канберры. Здесь расположены офисы различных компаний, рестораны, кафе и развлекательные заведения. Район привлекает туристов своими архитектурными достопримечательностями и уютными улицами. Местная администрация продолжает развивать инфраструктуру, улучшая качество жизни жителей и создавая условия для бизнеса.

## Зелёные насаждения
Среди зелёных насаждений Брэддона доминируют кедры, дубы, ясени и различные хвойные. Эвкалипты в основном высажены по периметру района (авеню Нортбон, Лаймстоун, Эйнсли) и в парке Хей. Большинство внутренних улиц засажены рядами взрослых[стиль] деревьев. Улица Торренс,   засаженная дубами, является типичным примером городского пейзажа «города-сада». Парк Хей засажен различными видами деревьев, включая кедры, эвкалипты, сосны, ясени, дубы и цитрусовые.

## Достопримечательности

### Улица Лонсдейл

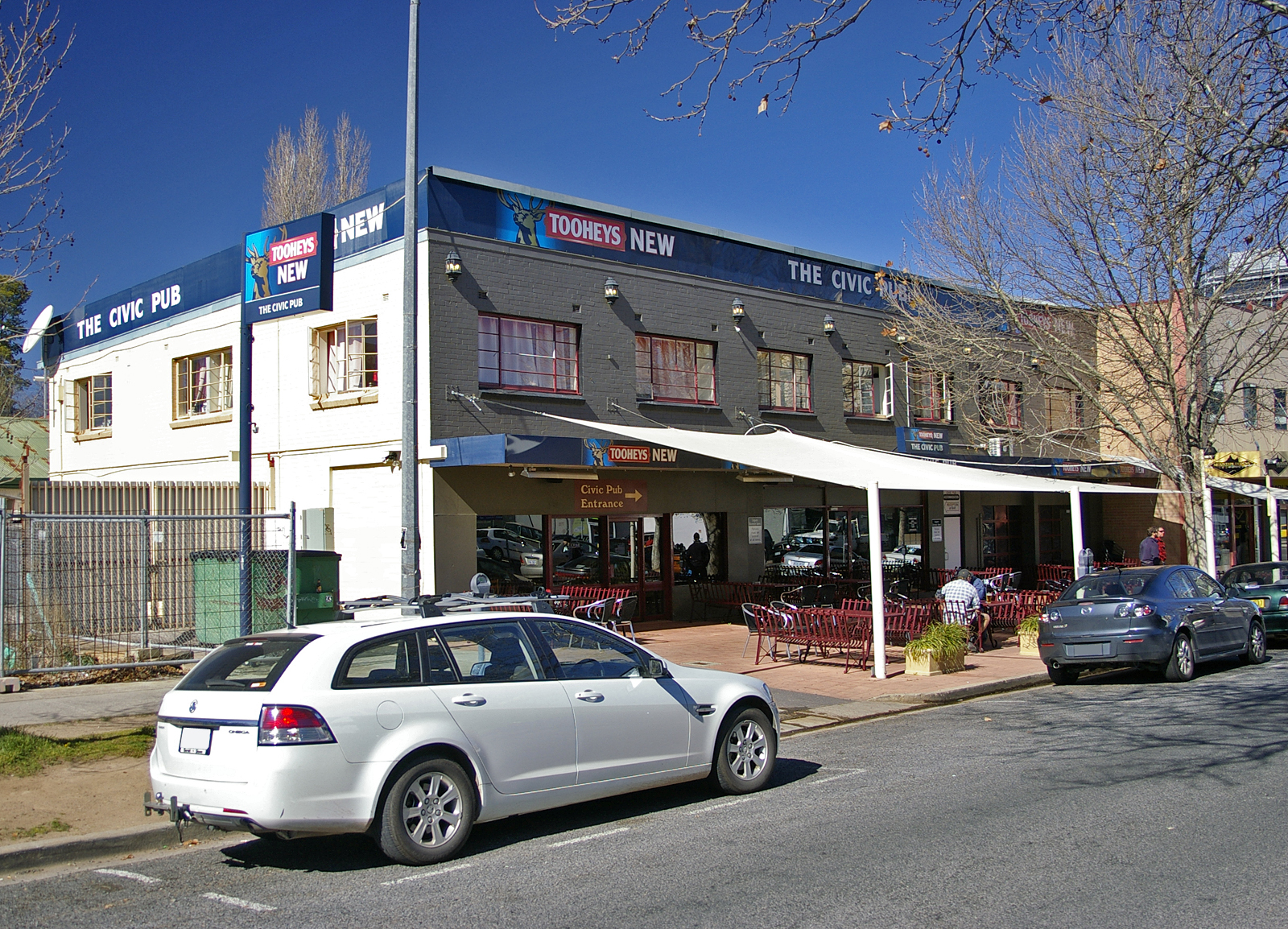
Сивик Паб, бар на улице Лонсдейл

Основной коммерческий центр Брэддона сосредоточен вокруг улицы Лонсдейл, где расположены магазины местных дизайнеров. 

### Парк Хей
Парк Хей представляет собой плантацию густо посаженных преимущественно экзотических деревьев на северном краю Гражданского центра. Строго формальный дизайн парка с посаженными параллельными рядами деревьями делает его уникальным для австралийской парковой культуры. Парк открыт для свободного доступа отдыхающих и занимающихся спортом.[стиль]

### Центр искусств дом Горман
Центр искусств дом Горман — крупный комплекс, отнесённый к объектам исторического наследия, приспособленный[стиль] для занятий искусством. Здесь размещаются основные театральные и художественные организации Канберры, артистические группы и индивидуальные художники.
В центре имеются театральные залы, танцевальные студии, галерея, художественные студии, офисы, переговорные комнаты и работающий по выходным рынок.

### Школа Эйнсли
Школа Эйнсли является одной из старейших в Канберре. Открыта в 1927 году премьером Стэнли Брюсом.

## Культура

### Церкви
- Католическая церковь Святого Патрика
- Униатская церковь Святого Колумбуса
- Храм Армии спасения
- Католическая церковь Святой Марии
- Церковь Сестёр милосердия
- Австралийский Епископальный собор

### Театры и галереи
- Театр Богонг
- Канберрское пространство современного искусства
- Галереи 1 и 2 Канберрского пространства современного искусства
- Канберрский молодёжный театр
- Театральная студия Кёрронг
- Дом Гормана
- Театр Ральфа Уилсона
- Театр Визави
- Центр искусств Клэррис